# Calanthemis tenuis
Calanthemis tenuis är en skalbaggsart som beskrevs av Karl Jordan 1903.
Calanthemis tenuis ingår i släktet Calanthemis och familjen långhorningar. Inga underarter finns listade.